# Cristianismo celta
El cristianismo celta o cristianismo insular (también llamado Iglesia celta o Iglesia británica) se refiere en líneas generales a las prácticas cristianas de la Alta Edad Media desarrolladas en las islas británicas durante la última fase de la dominación romana en torno a las áreas costeras del mar de Irlanda. La progresiva retirada de las legiones romanas y las subsiguientes invasiones anglosajonas redujeron el contacto entre los cristianos celtas y britanos de las islas y los del continente. El aislamiento favoreció la aparición de prácticas religiosas diferenciadas, sobre todo en Irlanda (ver Patricio de Irlanda), desde donde se pasaron posteriormente a Gran Bretaña, gracias a la labor de misioneros como Columba de Iona y de Aidan, entre otros.

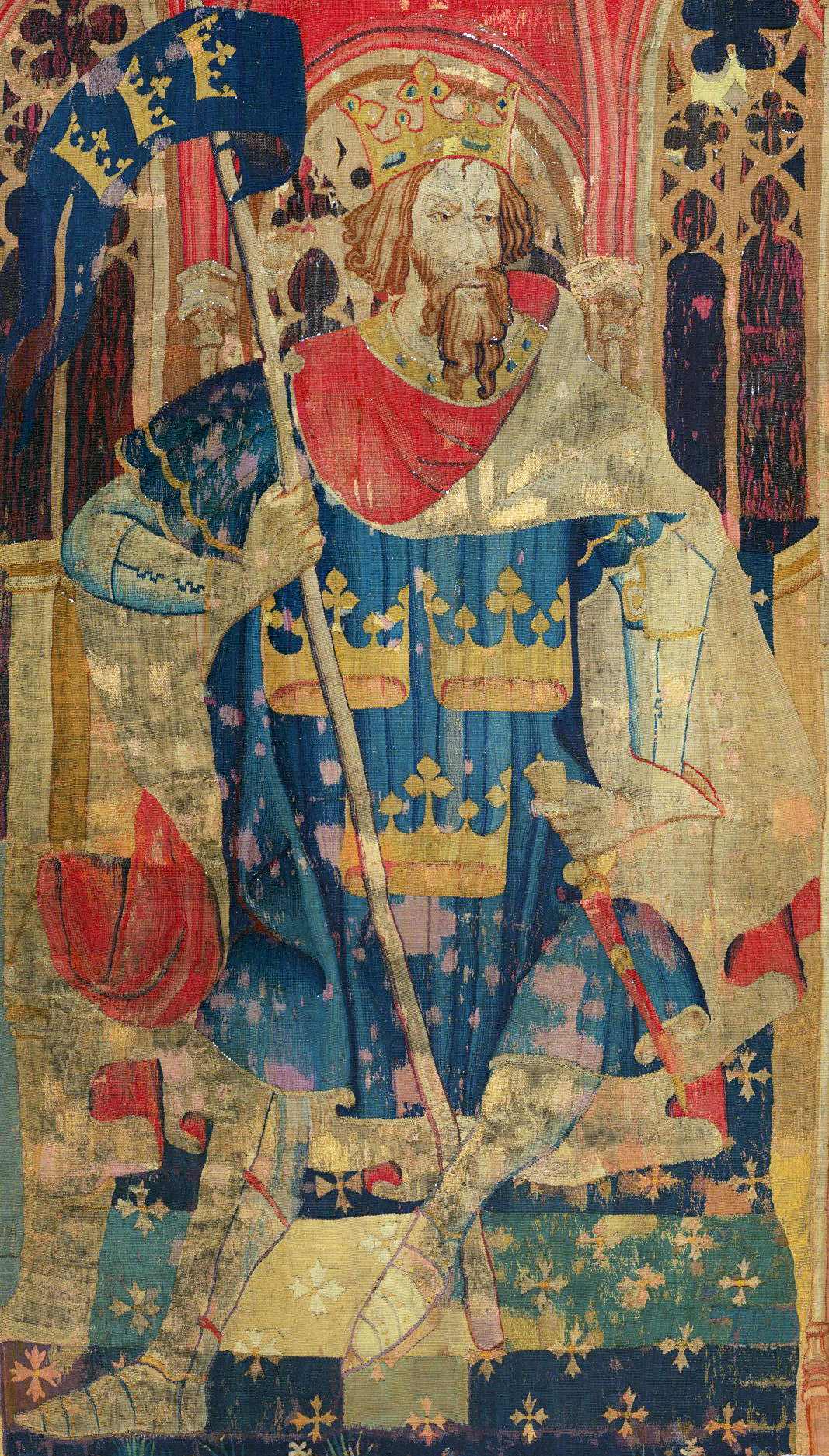
La leyenda artúrica es uno de los símbolos más destacados del cristianismo celta.

Algunas veces, el término "Cristianismo celta" se utiliza también para describir las prácticas cristianas vigentes en estas zonas en fechas posteriores; sin embargo, debido a que la historia de las iglesias irlandesas, galesas, escocesas, britanas, de Cornualles y de la isla de Man divergen significativamente después del siglo VIII, los historiadores generalmente evitan el uso del término en este contexto. Además, los historiadores no emplean el término "Iglesia celta", debido a que ello implica un sentido de ser una entidad unificada e identificable separada de la gran Cristiandad occidental.

## Identidad y terminología
Es fácil exagerar la idea de cohesión entre las primitivas comunidades cristianas celtas. Los estudiosos del tema han reconocido hace ya mucho tiempo que el empleo del término "Iglesia celta" es simplemente inapropiado para describir el cristianismo entre los pueblos celtoparlantes, ya que esto implicaría una noción de unidad o de identidad común que nunca llegó a existir Según Patrick Wormald, "Uno de los principales errores de concepto es que existió una 'Iglesia romana' a la que la 'Celta' se opuso de forma nacional". Las zonas de habla celta eran parte de la cristiandad en general, y en la que existía una diferenciación relativamente importante en temas de liturgia y estructura. Sin embargo, sí es posible hablar de ciertas tradiciones específicas de estas áreas, que se desarrollaron y expandieron, especialmente durante los siglos VI y VIII. Algunos expertos aplican el término de 'Cristianismo Insular' a estas prácticas desarrolladas en torno al mar de Irlanda, que fue, durante este período post-romano una especie de 'Mediterráneo Celta'. El término de 'Cristianismo Celta' podría ser empleado para indicar las diferencias en las prácticas religiosas, las instituciones y los santos entre los pueblos celtas, en cuyo caso su uso podría extenderse hasta más allá del siglo VIII.

## Historia

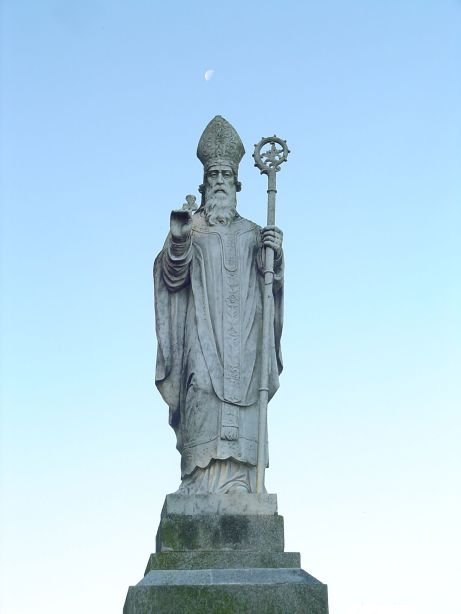
San Patricio, patrón de los irlandeses.

El cristianismo llegó a la Britania romana, la provincia más alejada del imperio, en los primeros siglos de la era cristiana. El primer mártir recordado fue San Albano, que sufrió martirio durante la persecución de Diocleciano. El proceso de cristianización se intensificó con la legalización del cristianismo bajo Constantino y su proclamación como religión oficial del imperio. En 407, con los visigodos amenazando Roma, las legiones romanas volvieron al continente para defender Italia. Roma fue saqueada en 410, pero las legiones nunca volvieron a Bretaña. La influencia romana desapareció de la isla y Gran Bretaña fue abandonada a su suerte, lo que llevó a que evolucionara de forma distinta al resto del occidente europeo. El mar de Irlanda se convirtió en un vehículo de comunicación y cultura entre los pueblos celtas, y el cristianismo jugará un papel crucial en el proceso.
Lo que emergió, desde el punto de vista religioso, fue una forma de Cristianismo Insular, con tradiciones y prácticas diferentes de las del continente. En estos años, el cristianismo se extendió por Irlanda, pese a que la isla esmeralda nunca había formado parte del Imperio romano, estableciéndose una organización única en torno a abadías y monasterios, en lugar de a diócesis episcopales. En un primer momento, los misioneros como San Patricio trataron de instaurar una organización similar a la del resto del occidente, con diócesis y parroquias, aunque también crearon "ciudades" (civitates), pequeñas comunidades en que hombres y mujeres de ambos sexos, que muchas veces formaban sus propias familias, vivían juntos y administraban un pequeño territorio.
Desde finales del siglo V y durante todo el siglo VI, los monasterios se convirtieron en los principales centros del cristianismo: en Armagh, sede fundada por el propio San Patricio, el obispo ya era abad antes de finales del siglo V. Un proceso similar parece haber tenido lugar en Gran Bretaña, aunque los datos para este período son muy escasos; únicamente contamos con el testimonio del monje Gildas, relativamente sesgado por sus circunstancias personales. Las décadas centrales del siglo VI parecen haber sido las del triunfo y consolidación definitiva del monacato, sin duda influenciado por los desastres climáticos y la conocida como Plaga de Justiniano. Aunque la información que tenemos del período proviene de las hagiografías escritas varios siglos después, parece ser que Illtud y sus discípulos David, Gildas, Pablo Aureliano, Samson de Dol, y Deiniol fueron las figuras claves de la época, no sólo en Gran Bretaña, sino también en la Bretaña francesa y en otras partes del mundo céltico. En Irlanda, Finnian de Clonard fue el maestro de los conocidos como Doce Apóstoles de Irlanda en su Abadía de Clonard. Por su parte, la parte este de la isla de Gran Bretaña estaba sufriendo la invasión anglosajona, que aún era completamente pagana, lo que llevó a cierta hostilidad entre ambas culturas.
Durante los siglos VI y VII, los monjes irlandeses fundaron numerosas instituciones monástica en la actual Escocia, como la de Columba en Iona y en la Europa Continental, donde destaca la figura de Columbano. Desde la Abadía de Iona, un grupo de monjes encabezados por San Aidan fundaron la sede de Lindisfarne en el reino anglosajón de Northumbria en 635, lo que introdujo la influencia celta en el norte de Inglaterra y viceversa, puso en contacto a los pueblos celtas con otros grupos católicos. Esto llevó a la aparición de disputas acerca de ciertas costumbres y tradiciones del Cristianismo Insular, especialmente sobre el cálculo de las fechas de la Pascua. Se celebraron sínodos en Irlanda, Galia e Inglaterra donde se debatió el método para calcular las fechas de la Pascua. Por otra parte, la iglesia 'romana' adoptó el sistema de penitencia irlandés de forma universal en el IV Concilio de Letrán en 1215.
En Irlanda al menos, el sistema monástico sufrió un proceso de secularización a partir del siglo VIII, como consecuencia de los lazos creados entre las familias más poderosas y los monasterios. Las grandes abadías eran ahora ricos propietarios políticamente influyentes, que participaban en los enfrentamientos seculares e incluso hacían la guerra entre sí -en 764, tuvo lugar un enfrentamiento entre la Abadía de Durrow y Clonmacnoise que se saldó con 200 bajas.
Desde los primeros tiempos del monacato, la naturaleza familiar de los monasterios había implicado que hombres casados formaran parte de la comunidad, trabajando en ella y con ciertos derechos, incluyendo los de intervenir en la elección del abad. De hecho, en muchas de estas instituciones, el cargo de abad se convirtió en hereditario, pasado de padres a hijos durante generaciones En la segunda parte del siglo VIII, los monasterios irlandeses vivieron un resurgimiento de la tradición ascética, con la aparición de los Ceilli Dé, los "clientes (vasallos) de Dios", que fundaron nuevos monasterios en territorios apartadas de grupos familiares.

## Tradiciones distintivas

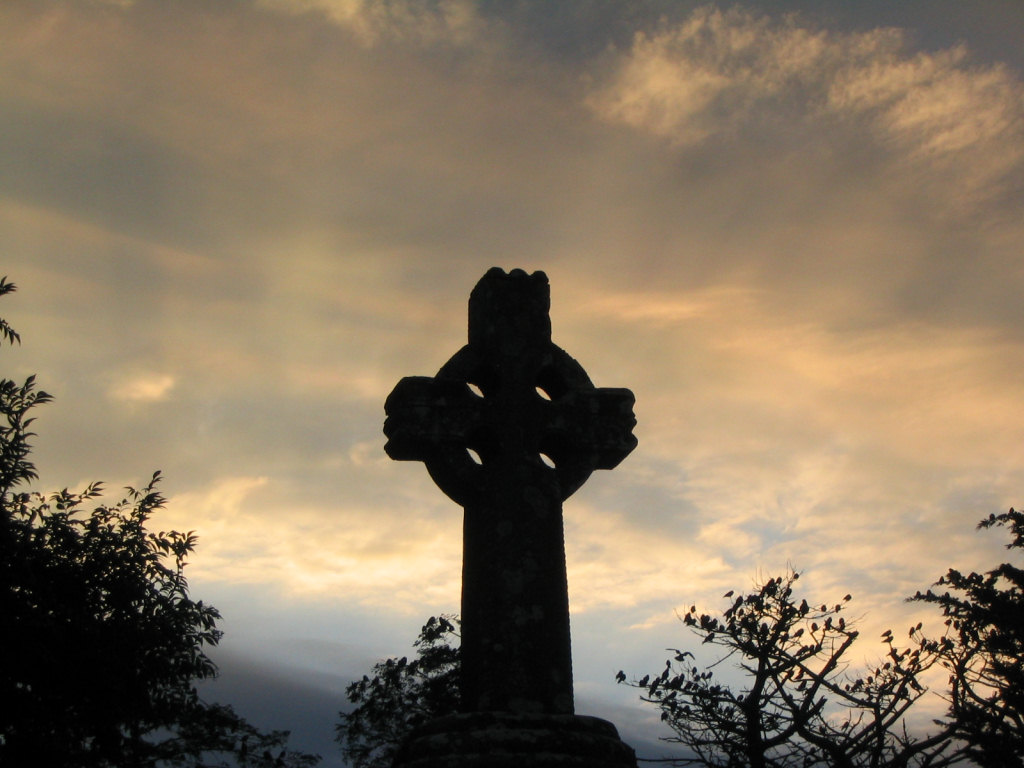
Cruz Celta en Knock, Irlanda.

Debido a que el término de cristianismo céltico tiene un significado muy amplio, únicamente se pueden definir qué prácticas se diferenciaban de las continentales en un sentido muy general. Aunque con excepciones, la lista siguiente puede servir de aproximación:

### Estructura episcopal
En torno al siglo VII, la estructura de la Iglesia católica en el continente estaba organizada en diócesis, cada una de ellas con un obispo al frente. El obispo residiría en una "sede episcopal" capaz de albergar una catedral. Esta estructura se basaba en la estructura de la administración del Imperio romano, que había subdividido las antiguas provincias en diócesis.
Fue después de la expansión del cristianismo y, sobre todo, tras el mandato de Constantino I cuando las diócesis adquirieron funciones administrativas dentro de la Iglesia. La mayoría del mundo celta, sin embargo, nunca había formado parte del imperio, e incluso zonas romanizadas como Gales, Devon y Cornualles carecían totalmente de ciudades.
Lo que surgió fue una estructura basada en redes monásticas gobernadas por abades. Estos abades solían ser los miembros segundones de muchas familias reales, y los estatutos fundacionales de los monasterios especificaban, en ocasiones, que la dirección del establecimiento debería recaer, si era posible, en un miembro del linaje del fundador. La nobleza que gobernaba los clanes, cuya fuente de poder residía en la posesión de la tierra, pasó a integrar las instituciones monásticas que se establecían en sus territorios. La naturaleza monástica de los abades, hacía innecesaria su ordenación como sacerdotes. Los obispos eran necesarios, ya que ciertos sacramentos sólo podían ser administrados por los clérigos ordenados; sin embargo, a diferencia del continente, estos obispos tenían poca autoridad en la estructura eclesiástica celta. Existían también obispos no monásticos, la mayoría vinculados con alguna casa real, pero estos últimos no tenían autoridad alguna sobre los monasterios de sus diócesis. En el siglo XII, tras el sínodo de Cashel, el sistema monacal irlandés fue reorganizado, tras la instauración por parte de la autoridad papal de cuatro arzobispados.

### Regla de Columbano
Los monasterios de las misiones irlandesas adoptaron la Regla de san Columbano, que era más estricta que la Regla de San Benito, la de mayor implantación en occidente. Esta regla hacía un mayor hincapié en el ayuno y la mortificación física. Durante varias generaciones, los monjes formados por los misioneros irlandeses continuaron aplicando esta regla y fundando nuevos monasterios que la usaban, pero la mayoría se pasó a la regla benedictina entre los siglos VIII y IX.

### Prácticas litúrgicas y rituales

#### Cálculo de la Pascua
Un rasgo distintivo del cristianismo celta era su marcado conservadurismo, incluso arcaísmo. Calcular la fecha exacta de la Pascua era (y es) un complicado proceso que implica la utilización de un calendario lunisolar. Existían numerosas tablas elaboradas con el fin de calcular la Pascua para una serie de años. Los cristianos insulares usaban una tabla de cálculo (Celtic-84) que era similar a la aprobada por San Jerónimo. Sin embargo, esta tabla había quedado obsoleta ya durante los siglos VI y VII, y había sido reemplazada por las de Victorio de Aquitania y Dionisio el Exiguo. A medida que el mundo celta restableció sus contactos con el continente, las divergencias pronto salieron a la luz; el primer enfrentamiento acerca de esta cuestión surgió en 602 en la Galia, cuando Columbano se negó a aceptar las presiones de los obispos locales. La mayoría de los grupos, como los situados en el sur de Irlanda, aceptaron con rapidez las tablas actualizadas. Así, estas comunidades ya usaban las nuevas tablas hacia 630. Sin embargo, hubo comunidades, como la Abadía de Iona y sus asociadas, que mantuvieron en uso las tablas antiguas hasta el año 716.

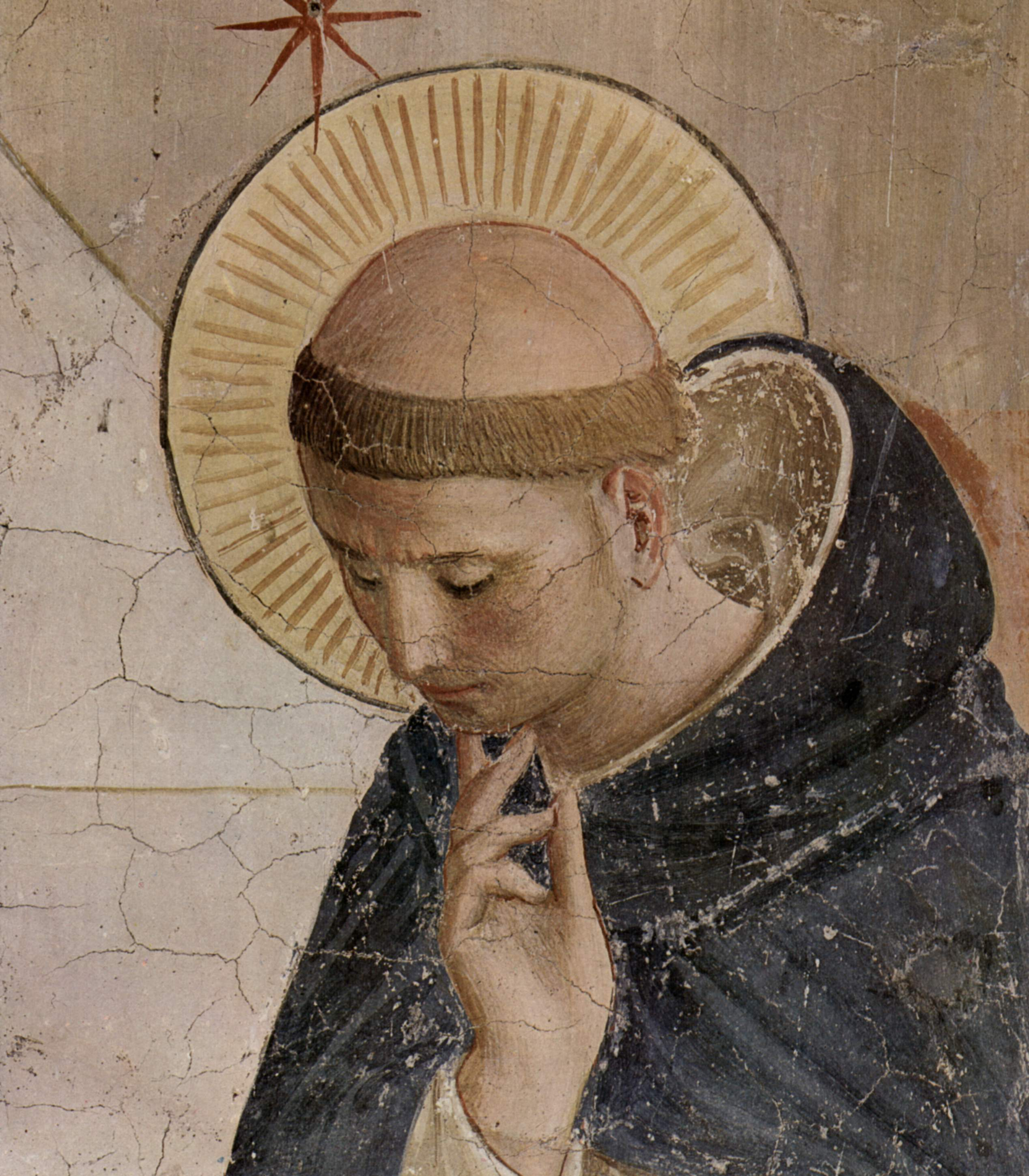
La tonsura "Romana" en forma de corona, difiere de la tradición irlandesa, donde se afeitaba la parte delantera de la cabeza.

#### Tonsura monástica
Todos los monjes, y aparentemente, la mayor parte del clero de la época, llevaban una tonsura distintiva para indicar su identidad social y su rechazo de las cosas mundanas. Los irlandeses llevaban pelo largo, salvo los esclavos, que lucían cabeza afeitada. La tonsura céltica, o, al menos, la irlandesa, difería de la que lucían los monjes del continente. Los documentos de la época no nos aclaran su forma exacta, pero coinciden en señalar que se cortaba el pelo de alguna forma sobre la cabeza de oreja a oreja. En 1639, James Ussher sugirió la posibilidad de una forma semicircular, redondeada al frente y culminando en una línea entre las orejas. Esta sugerencia fue aceptada por muchos escritores posteriores, pero en 1703, Jean Mabillon formuló la hipótesis de que estos monjes se afeitaban toda la parte frontal hasta las orejas. La versión de Mabillon fue ampliamente aceptada, aunque contradice las fuentes más antiguas. En 2003, Daniel MacCarthy sugirió una forma triangular, con un lado de oreja a oreja y el vértice hacia la parte delantera de la cabeza.
La costumbre "romana" consistía en afeitar un círculo en lo alto de la cabeza, dejando una corona, imagen asociada con la corona de espinas que llevó Cristo. El material más antiguo relacionado con la tonsura céltica enfatiza su diferencia con la alternativa romana y se relaciona invariablemente con el método celta de calcular la Pascua. Los partidarios de la tonsura romana consideraban la costumbre celta extremadamente heterodoxa, y la identificaban con la tonsura del hereje Simón el Mago. Esta conexión se menciona en la carta dirigida en 672 por San Adelmo al rey Geraint de Dumnonia, pero parece haber sido un comentario habitual desde el Sínodo de Whitby. La posición de los partidarios de la tonsura celta nos es desconocida, pero la Collectio canonum Hibernensis cita a San Patricio, al explicar que la tonsura se originó gracias al porquero de Lóegaire mac Néill, el Rey Supremo de Irlanda enemigo de Patricio.

### Penitenciales
En Irlanda tuvo su origen el sacramento de la penitencia, tal como lo conocemos hoy en día. A diferencia de la costumbre imperante en otras zonas de la cristiandad, la confesión era realizada en privado a un sacerdote, bajo secreto. La penitencia era asignada privadamente y ejecutada normalmente también de forma particular Se crearon manuales, conocidos como "penitenciales", diseñados como una guía para confesores y un medio para regularizar las penitencias según el pecado.
En la antigüedad, la penitencia había sido un rito público. Los penitentes eran apartados del resto de los fieles durante la liturgia, y acudían a las misas cubiertos de sacos y cenizas, en un rito conocido como exomologesis, que solía implicar algún tipo de confesión general. Esta penitencia pública venía precedida de una confesión privada a un obispo o sacerdote, y parece ser que, según el pecado, se admitía la penitencia privada. Sin embargo, la penitencia y reconciliación solía ser un rito público que incluía la absolución a su finalización.
La práctica irlandesa de la penitencia se extendió por la Europa continental, donde la forma pública de penitencia había caído en desuso. Se considera que San Columbano fue el introductor de las medicamenta paentitentiae, las "medicinas de la penitencia" en la Galia, cuando ya la penitencia pública había sido abandonada. Aunque el proceso encontró cierta resistencia, para 1215 la práctica irlandesa de la penitencia se había convertido en la norma, y así lo sancionó el Cuarto Concilio de Letrán, mediante un estatuto canónico que requería la confesión al menos una vez al año.

## Legado

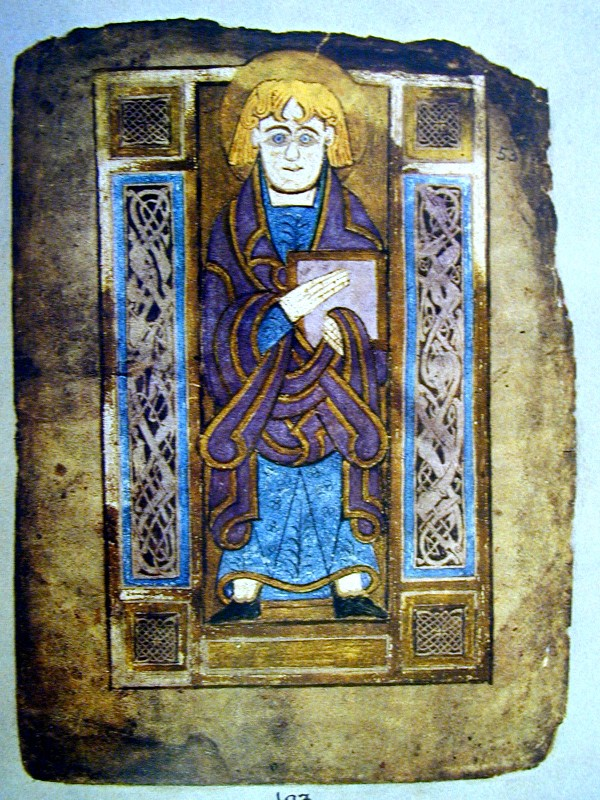
San Juan Evangelista, miniatura del Libro de Mulling, finales del.

Los logros del cristianismo en el mundo celta sobrepasaron todo lo esperado. Al cabo de unas pocas generaciones de la llegada de los primeros misioneros, la clase eclesiástica había asimilado la cultura latina. Además, los clérigos irlandeses desarrollaron un sistema escrito para el irlandés antiguo. Igualmente, adaptaron la estructura episcopal a un entorno totalmente diferente del existente en la Europa post-romana. Los monjes irlandeses crearon redes monásticas por toda la Galia, llegando al oeste de la actual Alemania y a Northumbria, ejerciendo una influencia mucho mayor que la de muchos centros continentales más antiguos. Un ejemplo es la expansión del culto a San Pedro y al papado en la Galia, resultado en gran medida de la actividad irlandesa. Pero, sin duda, la gran aportación del cristianismo celta a la iglesia continental fue el desarrollo del sacramento de la penitencia.
Entre las principales muestras del arte insular destacan los manuscritos ilustrados como el Libro de Kells, las cruces talladas, como las de Clonmacnoise y la orfebrería, como el cáliz de Ardagh. Estas obras, especialmente los manuscritos iluminados ejercerían una gran influencia en el arte medieval occidental. Los manuscritos eran producidos por y para monasterios, mientras que los trabajos en metal eran realizados tanto en talleres monásticos como en talleres reales e incluso comerciales.

## Mitos y simbolismo
La tradición popular medieval atribuyó la llegada del cristianismo a Gran Bretaña a José de Arimatea, en Glastonbury; la leyenda cuenta también que el Rey Arturo está enterrado en las ruinas de esa abadía. Según la leyenda piadosa, José era un mercader de estaño que viajaba frecuentemente a las minas de la Britania romana y pudo haber traído a su sobrino Jesús en uno de esos viajes. Esta leyenda es mencionada en "An did those feet in ancient time" (1804), de William Blake y en el himno "Jerusalem" (1916), de C. Hubert H. Parry. En el siglo XII, el personaje de José de Arimatea se incorpora al ciclo artúrico como el primer guardián del Santo Grial en la obra de Robert de Boron.
La existencia de una "Iglesia Celta" como tal, ha sido una continua fuente de debate, especialmente desde la Reforma Protestante. A partir de reivindicaciones hechas sobre la abadía de Glastonbury, los protestantes británicos establecían la tesis de que la iglesia británica fue fundada en época apostólica y era, por tanto, anterior a la Iglesia Romana. Por su parte, algunos defensores del catolicismo afirman que esta idea de una tradición insular distinta a la romana es anacrónica y mitológica, sugiriendo que autores como George Buchanan proporcionaron "la propaganda inicial para los creadores del Kirk escocés", a partir de la invención de una iglesia nacional "celta" opuesta a la "romana". Estos autores rechazan completamente la noción de una Iglesia Celta. Patrick Wormald afirmó igualmente que, "es difícil resistirse a pensar que lo que la confesión protestante hizo basándose a partir de la idea de una iglesia 'Celta' hasta la década de 1960 es lo que está haciendo ahora el paganismo new age", basado en la noción de un tipo de "Espiritualidad celta" supuestamente caracterizada por su especial 'cercanía a la naturaleza'.
Desde la Reforma, ha habido voces que han defendido la base histórica de una iglesia protestante basada en la herencia celta. La legitimidad histórica de esta cuestión es debatible, pero su importancia simbólica es indudable y esto será utilizado por numerosos movimientos anticatólicos como el de los Lolardos y los seguidores de John Wycliff.